# Феодор (Шашин)
Фео́дор (в миру Фома́ Селиве́рстович Ша́шин) (1873, село Труевая Маза, Вольский уезд, Саратовская губерния — 5 или 6 сентября 1937, Саратов) — епископ Курский и Западной области Русской древлеправославной церкви.

## Биография
Родился в старообрядческой семье, с детства занимался самообразованием в области богословия, хорошо знал древнюю церковную литературу. Участвовал во Всероссийских старообрядческих съездах, в том числе в съезде, приходившем в Нижнем Новгороде в 1909, после которого проходил служение в качестве начётчика.
Участвовал в Саратовском совещании старообрядцев («беглопоповцев») 1923, на котором был принят в общение архиепископ Никола (Позднев). С 1924 — диакон, с 1925 — священник Древлеправославной церкви, служил в общине города Пугачёва. Также духовно окормлял древлеправославную общину села Кряжина Черкасского района Саратовской области. В 1933 был арестован и осуждён к ссылке в Северный край сроком на пять лет, но выслан не был.
После пострига в монашество был зимой 1933—1934 рукоположён в Свердловске во епископа Вольского; хиротонию провели епископы Стефан (Расторгуев) и Филарет (Харламов). С 1935 — епископ Курский и Западной области, служил в общине св. Димитрия Солунского посёлка Климово Западной области (сейчас Брянская область).
5 июня 1937, на обратном пути из Бугуруслана, где жил архиепископ Стефан (Расторгуев), епископ Феодор был арестован в деревне Дмитриевка Черкасского района Саратовской области. Обвинён в распространении антисоветских документов и писем (на самом деле, это были материалы канонического и духовного содержания). 2 сентября 1937 постановлением тройки при УНКВД по Саратовской области приговорён к расстрелу. Через несколько дней приговор был приведён в исполнение.